# Luis Martínez Fernández
Luis Martínez Fernández fue un político cántabro, destacado por ostentar la Alcaldía de Santander en dos ocasiones: durante los años 1903 y 1904, y entre 1907 y 1908.
Uno de los principales motivos por el que se le recuerda, es la construcción de parte de la actual Casa Consistorial santanderina, ubicada en la que por aquel entonces recibía el nombre de Plaza de Pi y Margall. El 15 de septiembre de 1907 se inauguró la primera mitad del Ayuntamiento de Santander, según el proyecto del arquitecto Julio Martínez-Zapata, quien ganó el segundo premio de la Exposición Nacional de Bellas Artes. Con un coste de esta primera parte de 600.000 pesetas, el edificio no se vería completado hasta el año 1967, cuatro años después del comienzo de la construcción de la segunda parte.
Desde entonces, el ayuntamiento dejó de estar en la antigua Plaza Vieja, para localizarse en su actual emplazamiento. Cien años después de aquella inauguración, el 15 de septiembre de 2007, Íñigo de la Serna presidió la celebración de los actos conmemorativos del centenario de la Casa Consistorial.
Luis Martínez Fernández fue también el promotor del Museo de Bellas Artes de Santander. A pesar de que la institución no adquiriría cierta entidad hasta años después, fue la inquietud del Alcalde de Santander la que reunió en 1908 una pequeña colección municipal acogida en diversas salas del Ayuntamiento, la cual iría creciendo hasta convertirse en el actual Museo.
| Predecesor: Luis López-Dóriga       | Alcalde de Santander 1903 - 1904 | Sucesor: Ricardo Horga         |
| Predecesor: Pedro Bustamante Frande | ' 1907 - 1908                    | Sucesor: Francisco Escajadillo |